# Schlacht bei Elchingen
Kap Finisterre – Wertingen – Günzburg – Haslach-Jungingen – Elchingen – Ulm – Trafalgar – Caldiero – Mehrbach – Lambach – Bodenbühl – Steyr – Amstetten – Mariazell – St. Pölten – Kap Ortegal – Dürnstein – Schöngrabern – Wischau (Vyškov) – Austerlitz – San Domingo

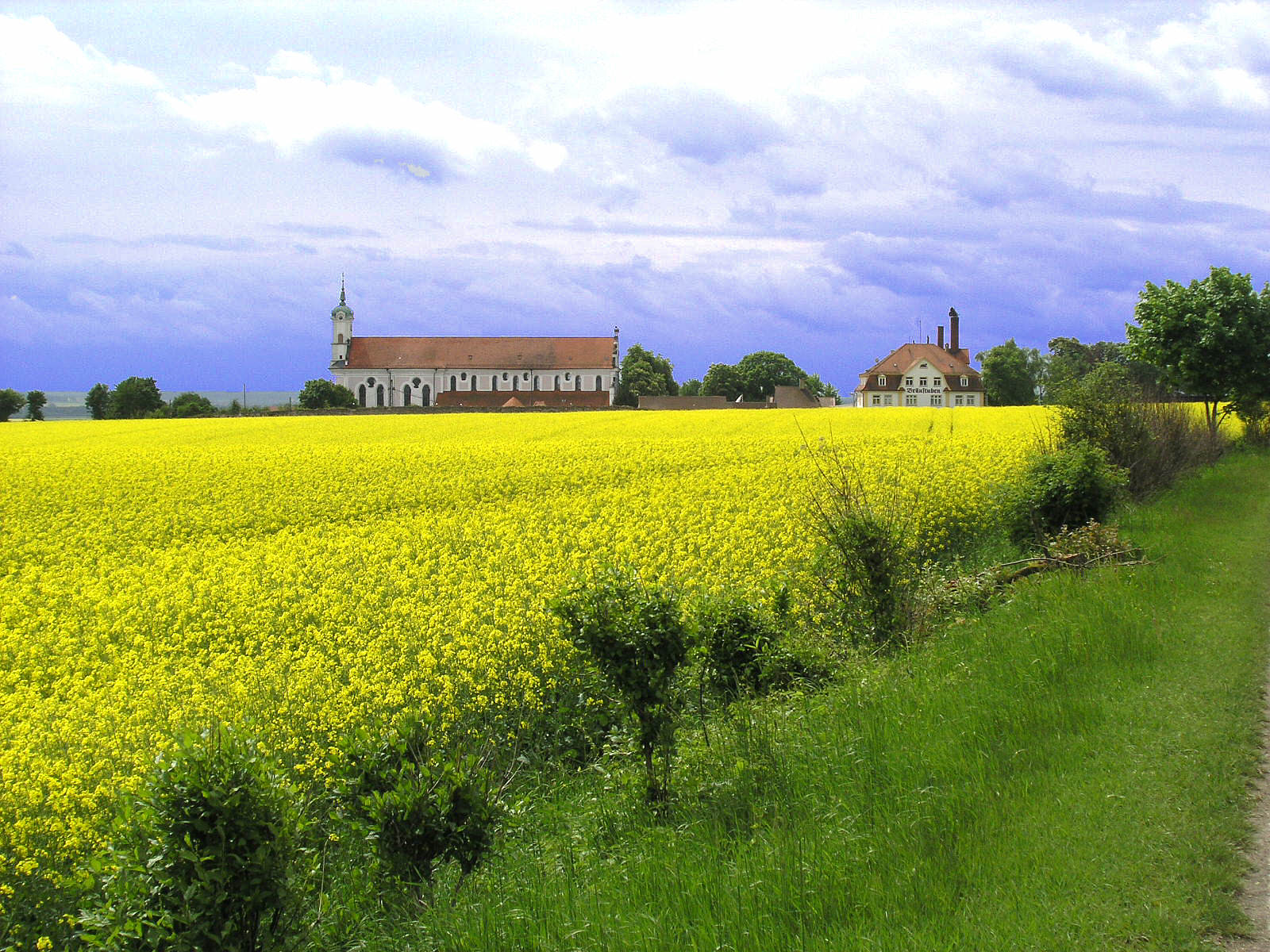
Das Schlachtfeld vor dem Kloster Elchingen

Die Schlacht bei Elchingen zwischen österreichischen und französischen Streitkräften am 14. Oktober 1805 war das größte Einzelgefecht während der Kämpfe um Ulm zu Beginn des Dritten Koalitionskriegs. Sie führte die vollständige Einschließung der österreichischen Armee in Ulm herbei, wo diese am 20. Oktober 1805 die Waffen strecken musste.

## Vorbereitungen
Im Mai 1803 hatte das Vereinigte Königreich von Großbritannien und Irland den Franzosen den Krieg erklärt. Vorwand waren Streitigkeiten um den Besitz von Malta, das nach dem Frieden von Amiens von den Briten an den Johanniterorden zurückgegeben werden sollte.
Um Großbritannien schlagen zu können, plante der französische Erste Konsul Napoleon Bonaparte (ab 1804 Kaiser) eine Invasion Englands und versammelte zu diesem Zweck eine Armee an der Kanalküste bei Boulogne. Im Gegenzug bildete Großbritannien 1804/1805 eine Koalition mit Schweden, Russland und Neapel, der sich am 9. August 1805 schließlich auch Österreich anschloss (die sogenannte „dritte Koalition“, vgl. Hauptartikel dritter Koalitionskrieg). Eine österreichische Armee unter Erzherzog Ferdinand von Österreich-Este, dem Feldmarschallleutnant (FML) Karl Mack von Leiberich als Generalquartiermeister beigegeben war, erhielt den Auftrag, Süddeutschland gegen die französischen Truppen zu schützen.
Da FML Mack, wie in den Kriegen zuvor, mit einem Eindringen der Franzosen von Straßburg in Richtung der Linie Ulm–Memmingen rechnete, bezog er am 21. September in Ulm sein Quartier und ließ entlang der Iller Befestigungen bauen. Kaiser Napoleon und seine Truppen überquerten am 25. September zwischen Straßburg und Mainz den Rhein und bewegten sich nördlich des Schwarzwaldes durch Württemberg und Franken zunächst ostwärts und dann südlich auf die Donau zu. Zwischen Donauwörth und Ingolstadt wurde diese überquert. Die Truppen wurden dreigeteilt, mit den Zielen Augsburg und München und, unter dem Befehl des Marschalls Michel Ney, mit dem Ziel, der österreichischen Armee in den Rücken zu fallen, die Napoleon bei Ulm vermutete.

## Erstes Aufeinanderprallen
Am 8. Oktober trafen österreichische und französische Truppen bei Wertingen erstmals aufeinander, tags darauf bei Günzburg. Bei Elchingen, rund 7 km östlich von Ulm, besetzten die Franzosen die Donaubrücke, ließen aber nur wenige Truppen zu deren Sicherung zurück. Inzwischen versuchte die französische Hauptarmee, die österreichische Armee, die Kaiser Napoleon an der Iller auf dem Weg nach Vorarlberg vermutete, einzukreisen. Am 11. Oktober wurde eine französische Division (Dupont) bei Jungingen, etwa 5 km nördlich von Ulm beinahe aufgerieben. Am 13. Oktober bezog Kaiser Napoleon sein Hauptquartier in Pfaffenhofen, rund 12 km südöstlich von Ulm und etwa 8 km südlich von Elchingen, wo er erstmals sichere Nachricht erhielt, dass die österreichische Armee bei Ulm konzentriert sei.
FML Mack, der befürchtete, in Ulm eingeschlossen zu werden, beschloss den Rückzug seiner Truppen Richtung Nördlingen über Heidenheim an der Brenz, wohin am 13. Oktober auch eine österreichische Kolonne unter FML Werneck abmarschierte. Eine zweite österreichische Abteilung unter FML Graf von Riesch zog von Ulm donauabwärts in Richtung Elchingen, von wo aus sie über Gundelfingen an der Donau ebenfalls weiter in Richtung Nördlingen marschieren sollte. Gegen Abend traf die Vorhut in der Nähe des Klosters bei Oberelchingen auf die Franzosen, welche sie zunächst zurückschlagen konnten. Dabei verzichteten sie allerdings darauf, die Brücke, die zu jener Zeit über zwei Inseln in der Donau führte, vollständig zu zerstören. Danach lagerten die österreichischen Truppen auf einer Anhöhe zwischen Ober- und Unterelchingen, wo sich die Donaubrücke befand. In der Nacht zum 14. Oktober ließ Marschall Ney südlich der Donau Stellungen ausheben und Geschütze aufstellen.

## Die Schlacht von Elchingen

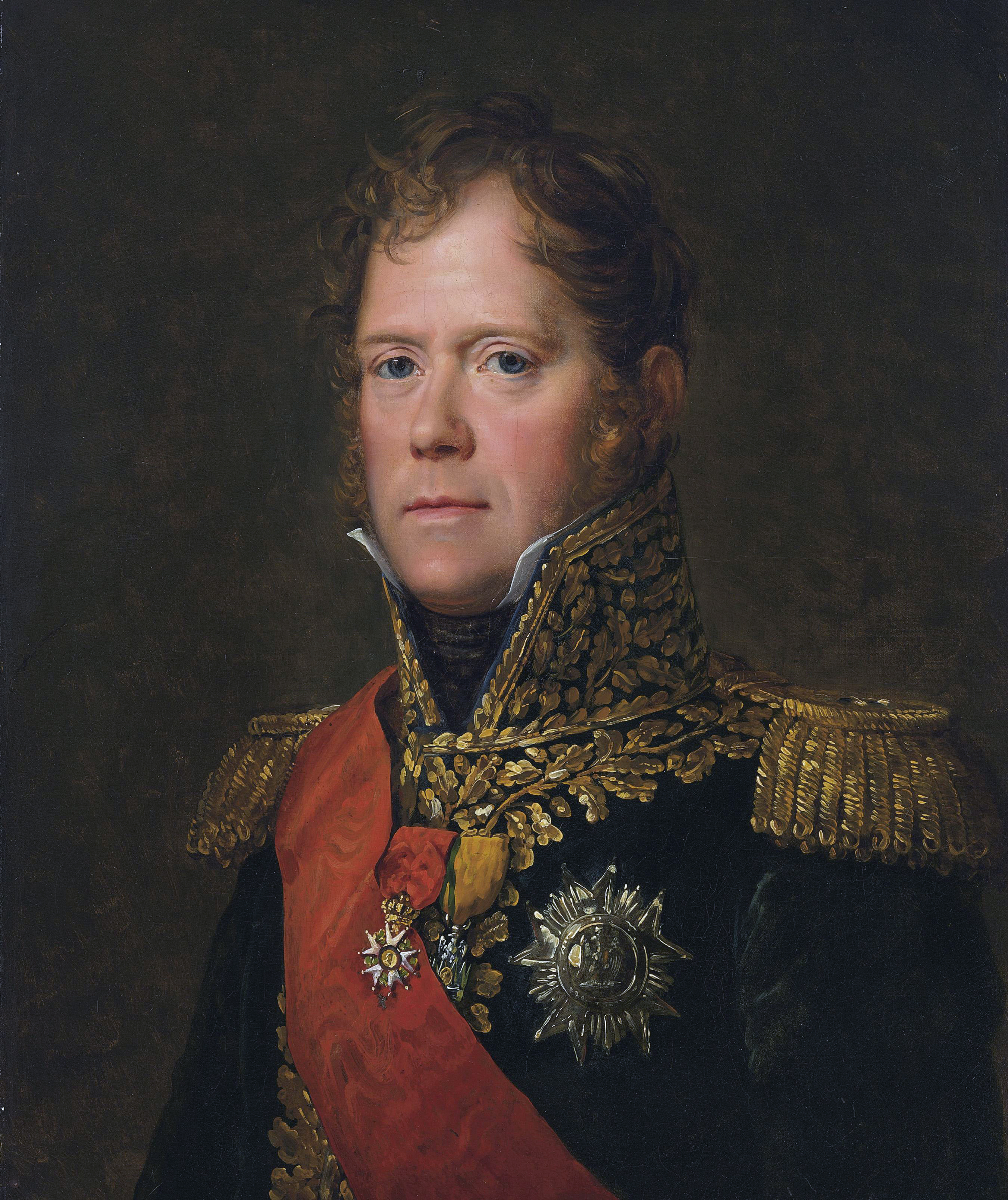
Marschall Ney, Duc d’Elchingen

Noch im Morgengrauen des 14. Oktober wurde FML Graf Riesch gemeldet, dass südlich der Donaubrücke bei Leipheim (etwa 12 km stromabwärts) starke französische Kolonnen aufmarschierten. Er entschloss sich sofort, über Langenau nach Gundelfingen weiterzumarschieren und gleichzeitig Truppen über Weißingen nach Leipheim zu schicken, um dort die Brücke zu decken. Den Schutz der Brücke von Elchingen überließ er seiner nicht einmal 2.000 Mann starken Nachhut. Als die Österreicher zum Weitermarsch nach Langenau und Weißingen aufgebrochen waren, griffen gegen 8 Uhr überraschend von Nersingen her französische Truppen die Brücke von Elchingen an und nahmen sie unter dem Schutz von Kanonen auf den Donauinseln im Sturm. Die Soldaten gehörten zum Armeekorps von Marschall Ney, der am Morgen den Befehl erhalten hatte, nach Albeck (etwa 6 bis 7 km nördlich von Elchingen) zu marschieren, um dort wieder Verbindung zur Division Dupont aufzunehmen und mit dieser gemeinsam den Ausbruch der Österreicher aus Ulm aus nach Norden zu verhindern. Nach der Eroberung der Brücke überquerte in kurzer Zeit die französische Division Loison die Donau und entwickelte sich gegen Ober- und Unterelchingen. Riesch gelang es gerade noch, mit den verbliebenen Bataillonen die Abtei Oberelchingen besetzen zu lassen und auf der Höhe über den beiden Ortschaften Stellung zu beziehen. Kurz darauf überrannte französische Kavallerie, die über die schnell reparierte Brücke ebenfalls den Fluss überquerte, die aus Weißingen zurückgekehrte österreichische Abteilung. Zum Glück für Riesch trafen im Verlauf des Vormittags noch der Rest seiner Bataillone und der größere Teil seiner Artillerie aus Thalfingen ein, die sich auf dem Marsch von Ulm nach Elchingen wegen des Hochwassers an der Donau verspätet hatten.
Kurz darauf überquerte noch eine weitere französische Division (Malher) den Fluss und entwickelte sich stromaufwärts gegen Thalfingen (d. h. in Richtung Ulm), das sie nach einiger Zeit besetzte. Dank der nun weit überlegenen zahlenmäßigen Stärke konnten die Franzosen die Österreicher allmählich von drei Seiten umfassen. Nach den Plänen vom 13. Oktober sollte sich zu diesem Zeitpunkt bereits die gesamte österreichische Armee auf dem Marsch über Heidenheim nach Nördlingen befinden. Obwohl Riesch jetzt immer weiter zurückgedrängt wurde, entschloss er sich, trotzdem noch standzuhalten, um damit den Abmarsch der Armee nach Norden zu sichern. Als schließlich aber noch weitere französische Truppen aus Richtung Langenau (nördlich von Elchingen) ankamen, befahl FML Riesch gegen 13 Uhr den Rückzug in Richtung Jungingen, wo er gegen Abend erfuhr, dass FML Mack Ulm gar nicht verlassen hatte. Am Abend verlegte Kaiser Napoleon sein Hauptquartier in die Abtei von Ober-Elchingen.
Den (angeblich) nur 800 gefallenen oder verwundeten Franzosen standen 2.000 gefallene bzw. verwundete und 4.000 gefangene Österreicher gegenüber. Die relativ hohen österreichischen Verluste und die Anzahl der Gefangenen in diesem Gefecht erklären sich damit, dass die verschiedenen in aller Frühe bereits eilig getrennt nach Leipheim und nach Langenau abmarschierten Détachements später keinen Anschluss mehr an ihr Korps fanden und dann einzeln überwältigt und gefangen genommen wurden. Einem Teil der am frühen Morgen in Richtung Langenau abmarschierten Bataillone gelang es jedoch am Abend, bei Giengen Anschluss an die Kolonne von FML Werneck zu finden.

## Die Auswirkungen
Bereits am 15. Oktober gelang es der aus Elchingen nachstoßenden französischen Armee, den Michelsberg und andere Anhöhen nördlich von Ulm zu erobern und dadurch die österreichischen Truppen in die Stadt einzuschließen (Schlacht von Ulm). Durch einen Parlamentär bot er FML Mack Kapitulationsverhandlungen an, die dieser zunächst aber ablehnte. Nach einer mehrmaligen Bombardierung der Stadt Ulm am 16. Oktober akzeptierte Mack schließlich am 17. Oktober die Kapitulation der eingeschlossenen österreichischen Armee zum 25. Oktober. Als keinerlei Hoffnung mehr auf Entsatz von außen bestand, marschierte diese dann jedoch schon vorzeitig am 20. Oktober nach Abgabe aller Waffen und Pferde in die französische Kriegsgefangenschaft.
Kaiser Napoleon verließ Ulm am 21. Oktober 1805, um über München nach Österreich zu marschieren, wo er mit der Schlacht bei Austerlitz den Krieg siegreich beendete.
Für seine Verdienste im Krieg von 1805 wurde Marschall Michel Ney 1808 mit dem Titel Duc d’Elchingen (Herzog von Elchingen) ausgezeichnet.
Sein Kontrahent, FML Mack, wurde nach dem Krieg vor ein Kriegsgericht gestellt und zum Tode verurteilt. Als oberster Gerichtsherr wandelte jedoch Kaiser Franz II. das Urteil bei seiner Unterzeichnung in eine 20-jährige Kerkerhaft um. Bereits 1808 kam Mack auf Intervention Erzherzogs Karl frei und wurde 1819 wieder rehabilitiert.
Der Sieg in Elchingen markierte den Anfang vom Ende des Heiligen Römischen Reichs. 1806 legte Franz II. auf Druck Kaiser Napoleons die Krone des Heiligen Römischen Reichs nieder, was zugleich das Ende des Deutschen Reiches bedeutete.

## Die Schlacht von Elchingen in der Kunst
Die Schlacht bei Elchingen als großes geschichtliches Ereignis wurde von zahlreichen Künstlern jener Zeit in Zeichnungen und Gemälden dargestellt. Ein größeres Schlachtgemälde des französischen Malers Camille Roqueplan befindet sich im historischen Museum zu Versailles.